# 马可·波罗号装甲巡洋舰
“马可·波罗”号装甲巡洋舰（義大利語：Marco Polo）是19世纪90年代为意大利皇家海军建造的一艘装甲巡洋舰，也是在意大利服役的第一艘装甲巡洋舰。本舰大部分服役生涯中都被部署在远东地区。 在两次部署的间隙，本舰参加了1911年至1912年的意土战争，并在此期间与奥匈帝国发生了外交冲突。此后，“马可·波罗”号被派往利比亚，参与了炮击胡姆斯、祖瓦拉和达达尼尔海峡的防御工事的行动。 在这些行动之间，本舰也为驻扎在利比亚的意大利皇家陆军提供海军舰炮的火力支援。由于舰龄过大，“马可·波罗”号在第一次世界大战期间在威尼斯被用作宿舍船，并没有发挥十分重要的战略作用。1917年，本舰被改装为一艘运兵船。历经1920年至1921年的一系列更名之后，本舰于1922年被从海军中除籍，随后被拆解出售。

## 设计和描述

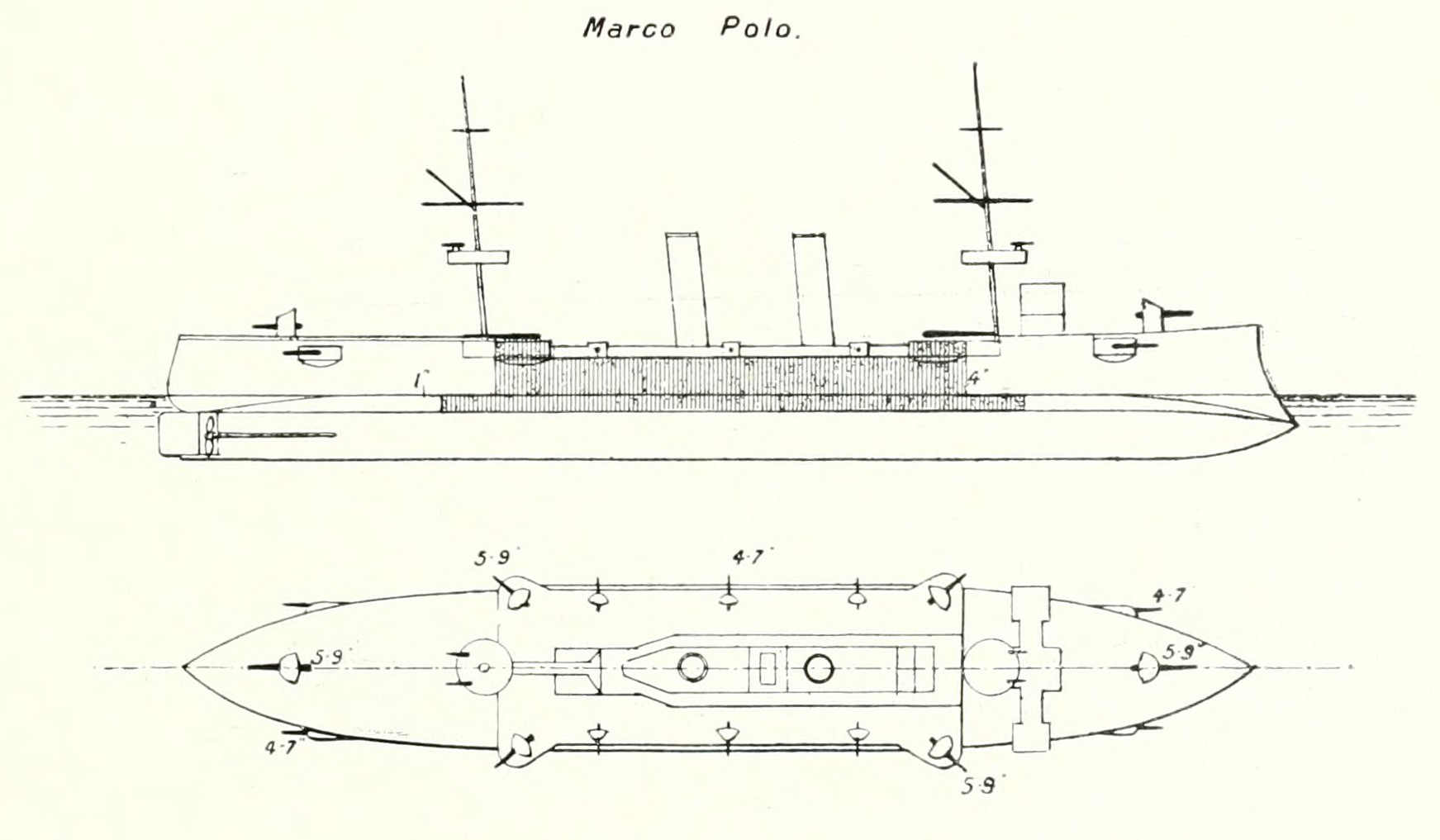
1902年《海军年鉴》中的“马可·波罗”号装甲巡洋舰的舰体右立面以及俯视平面图

“马可·波罗”号最初被计划建造成一艘改进版埃特纳级防护巡洋舰，但在建造期间被改装成装甲巡洋舰，也就是意大利海军旗下服役的第一艘装甲巡洋舰。该舰的垂间长度为99.65（326英尺11英寸），总长度为106.05（347英尺11英寸），舷宽14.67（48英尺2英寸），吃水深5.88（19英尺3英寸）。“马可·波罗”号在正常载荷下排水量为4,583公噸（4,511長噸），满载排水量约为4,900公噸（4,800長噸）。该舰共配备有22名军官和372名士兵。
本舰由两台立式三胀蒸汽机驱动，每台带动一根螺旋桨轴。蒸汽机的蒸汽由四台苏格兰船用锅炉提供，产生出的废气通过排气管被转入舰舯部的两根烟囱并排出。这套系统的额定功率为10,000匹指示馬力（7,500千瓦特），发动机的设计使“马可·波罗”号的设计速度可达19節（35每小時；22英里每小時），但在海上试航时，尽管发动机的功率达到了10,663匹指示馬力（7,951千瓦特），但速度只达到了17.8節（33.0每小時；20.5英里每小時）。 该舰可以以10節（19每小時；12英里每小時）的航速达到5,800海里（10,700；6,700英里）的巡航半径。
“马可·波罗”号的主要武器包括6门40倍径152（6.0英寸）的单管火炮。其中舰首和舰尾各安装有一门，另外四门安装在舰舯部装甲堡四角的装甲炮台中。10门40倍径120（4.7英寸）火炮则是作为该舰的副武装。这些副炮都被安装在舷侧，其中四门安装在船体两侧未受保护的炮眼里，其他六门安装在上层甲板，受到机炮护盾的保护。为了防御鱼雷艇，该舰装备了9门57（2.2英寸）速射炮和两门37（1.5英寸）的霍奇基斯枪。 该船还配备了五具450（18英寸）鱼雷发射管。
本舰装有100（3.9英寸）的装甲带保护，水线装甲带只安装在舰体的舯部。上层装甲板也有100毫米厚，也安装于舰体舯部，并向上延伸到上层甲板的高度。装甲甲板厚度为25（0.98英寸）。指挥塔和炮盾的装甲都是50（2.0英寸）厚。

## 建造和服役历史

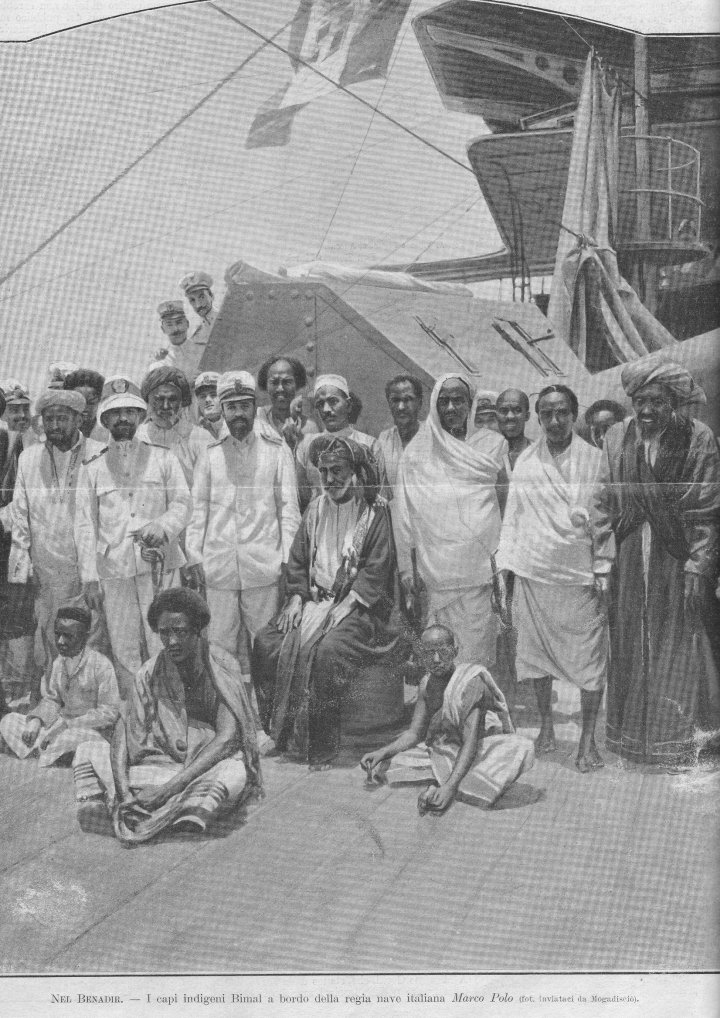
比马尔长老和比马尔苏丹在“马可·波罗”号上与意大利人讨论相关事项

“马可·波罗”号以同名旅行家为名，1890年7月1日在斯塔比亚海堡的皇家造船厂开建。该舰于1892年10月27日下水，并于1894年7月21日完工。1897年5月，“马可·波罗”号访问了希腊的坎迪亚（现在的伊拉克利翁）、克里特岛和比雷埃夫斯，然后于1898年1月26日前往远东。1898年5月，“马可·波罗”号抵达中国并沿长江而上，在南京和汉口进行港口访问，7月返回上海。同年8月至11月，本舰访问日本，之后前往上海并在那里一直待到翌年8月。1899年3月8日，时任意大利外交部长、海军中将费利斯·纳波利昂·卡内瓦罗命令本舰与“埃尔巴”号防护巡洋舰占领三门湾，企图强迫中国与意大利签订租约。这份租约与1898年德意志帝国在胶州湾与中国政府签订的租约相似。但当发现英国不支持意大利使用武力时，卡内瓦罗收回了这一命令。
“马可·波罗”号于1899年8月27日离开上海，10月20日抵达那不勒斯。1901年10月，该舰再一次启程前往中国，并在那一直驻扎到1903年2月。一年后的1904年3月，本舰开始了她的第三次中国之行，并直到1907年1月14日才离开中国。在返回意大利的途中，“马可·波罗”号访问了桑给巴尔、摩加迪沙、意属索马里兰和厄立特里亚的马萨瓦，然后于4月26日抵达塔兰托。“马可·波罗”号在1911年被重新武装，舰载武备改成了6门152毫米炮，4门120毫米炮，6门57毫米炮和2门37毫米口径机枪。其中一具鱼雷管也在这次改装中被拆除。
1911年至1912年间的意土战争爆发伊始，“马可·波罗”号于1911年9月29日被分配到地中海舰队第一分舰队第二总队。很快就被作为鱼雷艇巡查舰调到海军少将阿布鲁齐公爵路易吉·阿梅迪奥亲王的指挥下。他下令舰队部署在亚得里亚海，并在该地区巡逻以搜索奥斯曼帝国的船只。10月5日，“马可·波罗”号和另两艘驱逐舰在阿尔巴尼亚的圣金海湾拦截了一艘奥匈帝国船只，当这支舰队派出一艘小船登上这艘商船时，奥斯曼海岸炮突然开火。意大利舰队进行了45分钟的还击，在几乎耗尽弹药之后关闭了炮口。这一事件引发了奥匈帝国与意大利之间的外交抗争，打断了对奥斯曼帝国在阿尔巴尼亚的军事行动。“马可·波罗”号随后被调到第二分舰队第四总队，在利比亚海岸执行任务。
1911年10月17日，本舰抵达胡姆斯，支持试图占领该城的意大利地面部队，并在奥斯曼指挥官拒绝投降后炮轰该城。由于天气恶劣，意大利军队在10月21日之前未能成功登陆，因此本舰继续提供火力支援。“马可·波罗”号在当年12月，舰队大部分舰只都返回意大利整修后继续留在胡姆斯。1912年4月初，本舰与“卡洛·阿尔贝托”号装甲巡洋舰炮击祖瓦拉以吸引敌方注意力，而意军地面部队则在40（25英里）外未遭到有效抵抗就成功登陆。大约一个星期后，本舰重新被编入了第四总队，同时意大利舰队的大部分向东航行，在爱琴海徒劳地搜寻奥斯曼帝国舰队。4月18日，“马可·波罗”号被编入其他舰队，对达达尼尔海峡入口处进行杂乱无章的炮击。随后本舰返回利比亚，在那里重新担负起之前为地面部队提供火力支援的任务。6月本舰支持了占领米苏拉塔的行动，并最终于7月16日返回意大利。
“马可·波罗”号于1913年2月25日离开塔兰托，第四次前往远东。1914年8月第一次世界大战爆发时，该舰身处日本神户。由于意大利8月2日参加了中立宣言，此举简化了协约国在远东面临的问题。本舰于12月7日离开上海，在途中改道前往也门的荷台达，之后于1915年3月4日抵达那不勒斯。到1915年5月意大利向中央列强宣战时，“马可·波罗”号已经彻底过时，被用作驻扎在威尼斯的一艘宿舍船。在1915年10月至1917年5月期间，船上驻扎有在那里执行任务的英国潜艇的舰员。1917年，本舰开始在威尼斯军械库改装成运兵船。这一工程需要拆除舰上的部分装甲，舰炮更换为76（3.0英寸）炮并进行内部改装以适应新的身份。1918年4月4日，本舰被重新命名为“科尔泰拉佐”号（Cortellazo）。1920年10月1日，该舰重新被命名为“欧罗巴”号（Europa），1921年1月16日被弃置，但同时又被重新命名为“沃尔塔”号（Volta），最终于1922年1月5日被废弃并拆解出售。

## 脚注

### 引文
1. 1 2  日本海人社出版 2014，第44頁
2. ↑  日本海人社出版 2014，第20頁
3. 1 2 3 4  Fraccaroli，第27頁
4. 1 2 3 4  Chesneau & Kolesnik，第350頁
5. ↑  Silverstone，第285頁
6. ↑  Silverstone，第301頁
7. ↑  treccani.it Gabriele,  Mariano, "CANEVARO, Felice Napoleone," Dizionario Biografico degli Italiani,  Volume 18, 1975 （页面存档备份，存于） (Italian)
8. ↑  Smith，第8–10頁
9. 1 2 3 4  Marchese，第71頁
10. ↑  Beehler，第9頁
11. ↑  Stephenson，第98–101, 109頁
12. ↑  日本海人社出版 2014，第46頁
13. ↑  Beehler，第30–31, 37, 47, 50, 53, 65頁
14. ↑  Stephenson，第262–265頁
15. ↑  Beehler，第81頁
16. ↑  Halpern，第73頁
17. ↑  Kemp & Jung，第14, 18, 23頁
18. 1 2 3  日本海人社出版 2014，第45頁

## 期刊来源
- Kemp, Paul; Jung, Peter. . Warship International (Toledo, Ohio: International Naval Research Organization). 1989, XXVI (1): 10–29. ISSN 0043-0374 （英语）.
- Marchese, Giuseppe. . La Posta Militare. October 1995, (71)  [2022-04-23]. （原始内容存档于2016-07-16） （意大利语）.